# Spathoek (schip, 1988)
De Spathoek was een gecombineerd auto- en personenschip van de Nederlandse Rederij Doeksen. Het schip is 68 meter lang, kan 970 passagiers en 55 auto's vervoeren. De salon heeft een maximumcapaciteit van 470 passagiers, waardoor dat de maximumcapaciteit in de wintermaanden is. Onder de salon is het autodek, boven de salon is een open passagiersdek, en achter de salon is er nog een kleiner open passagiersdek. Aan de linkerzijde van het schip zijn er naast het autodek op twee niveaus gangen, met aan de bovenste toiletten.
De Spathoek heeft haar laatste afvaart op 30 september 2014 om 14:15 vanaf Terschelling gemaakt. Na haar laatste afvaart is ze naar de haven van Lauwersoog gebracht om verkocht te worden. De Spathoek is in april/mei 2016 vertrokken naar Griekenland met als naam MS Lisa. Vanaf december 2018 heet het schip IASON en is de thuishaven Pessada (Kefalonia).

## Wyker Dampfschiffs-Reederei
Het werd in 1988 als verlengde Uthlande IV (bouwjaar 1980) voor de Wyker Dampfschiffs-Reederei (W.D.R.) op de Husumer Scheepswerf in Husum gebouwd. Op 22 april 1988 werd ze door Regina Möller met de naam Schleswig-Holstein gedoopt. Het slaagde voor zijn proefvaart op 18 mei datzelfde jaar. Sindsdien was het actief op de verbinding tussen het eiland Föhr en Amrum met als thuishaven Dagebüll.

## Eigen Veerdienst Terschelling
Het werd op 22 maart 2011 aan de Nederlandse rederij Eigen Veerdienst Terschelling verkocht. Op 3 april 2011 bereikte het schip zijn thuishaven Harlingen, waarvandaan het de bedoeling was regelmatig op Terschelling te varen. Het duurde echter tot 30 maart 2012 totdat de Spathoek een regelmatige dienst van 3 keer Harlingen-Terschelling retour ging varen. In dit schip hadden 30 Terschellingers geïnvesteerd met 100.000 euro. Zij hadden echter geen aandelen in het schip, maar hadden geld geleend aan EVT met conversierecht. Dit betekende dat deze leningen omgezet konden worden in aandelen, maar niet in aandelen van EVT Beheer. Die constructie zorgde ervoor dat de investeerders maar weinig te zeggen hadden over de veerdienst.

## Rederij Doeksen
Vanaf 15 april 2014 voer het schip onder de vlag van Rederij Doeksen omdat Doeksen rederij Eigen Veerdienst Terschelling op die datum had overgenomen. Doeksen heeft het logo van de EVT overgeschilderd en alle sporen van de EVT uitgewist. Omdat het schip later zou worden verkocht is het schip niet in de huisstijl van Rederij Doeksen geschilderd.
Rederij Doeksen heeft de Spathoek overgenomen en de dienstregeling van de Spathoek uitgevoerd tot en met 30 september 2014. Op 30 september 2014 om 14:15 heeft de Spathoek haar laatste afvaart vanaf Terschelling gemaakt.

## Verkoop
De Spathoek is in 2016 verkocht aan een handelaar. De Spathoek is onder de naam MS Lisa in april/mei 2016 naar Griekenland vertrokken.

## Veiligheid
Het MS Spathoek heeft op het bovendek twee reddingsboten met buitenboordmotor voor man-overboord acties. Met een kraan kunnen deze in het water gelaten worden. Verder zijn er een noodglijbaan en uiteraard reddingsvesten.

## Bijzonderheden
Het schip valt in de categorie van zeeschip; registreren als binnenvaartschip was geen optie vanwege recent aangescherpte eisen op dit gebied van de motoren. In eerste instantie was het probleem dat voor algemeen gebruik van een zeeschip de veiligheidseisen erg streng zijn, maar dat het schip nog geen speciale aantekening gekregen had dat ze in beschermd gebied varen.